# Niyama
Niyama (en sánscrito: नियम) se traduce literalmente como observancias o prácticas positivas. En las tradiciones hindúes, especialmente en Yoga, los niyamas y su complemento, los Yamas, son actividades y hábitos que se recomiendan para llevar una vida saludable, para obtener iluminación espiritual y libertad existencial. No obstante, en el hinduismo estos pueden tener diferentes significados dependiendo del contexto. En el budismo, este término hace referencia a las determinaciones de la naturaleza, como en los niyama dhammas budistas.

## Hinduismo
Varios textos hindúes de la época antigua y medieval hablan extensamente sobre las virtudes. La escuela de Yoga está compuesta por ocho ramas y las virtudes están descritas en las primeras dos ramas. La primera rama conocida como yamas representa autorrestricciones, lo que no se debe hacer. La segunda rama conocida como niyamas incluye prácticas, hábitos y comportamientos basados en las virtudes, lo que se debe hacer. El hinduismo considera que estas virtudes y premisas éticas son necesarias para que los individuos alcancen la autorrealización, la iluminación y liberación espiritual (moksha).

### Cinco Niyamas
En los Yoga Sutras de Patanjali, los niyamas son la segunda rama de las ocho que componen el Yoga. El verso 32 de Sadhana Pada enlista a los niyamas en la siguiente forma:
1. Shaucha (शौच): pureza, claridad mental, limpieza al hablar y en el cuerpo[7]
2. Santosha (सन्तोष): satisfacción, aceptar a los demás y a las circunstancias como son, optimismo para uno mismo[2]
3. Tapas (तपस): austeridad, autodisciplina,[8] meditación constante, perseverancia[9][10]
4. Svādhyāya (स्वाध्याय): estudio de uno mismo, autorreflexión, introspección en lo que se piensa, se dice y se hace[10][11]
5. Īśvarapraṇidhāna (ईश्वरप्रणिधान): contemplación del Ishvara (Dios, Ser Supremo, Brahman, Verdadero yo, Realidad Inmutable),[2][12] sincronización con la consciencia suprema[13]

### Diez Niyamas
Debido a que existen diferentes tradiciones dentro del hinduismo, ha habido un debate histórico en el cual algunos textos sugieren una lista más grande de niyamas. Por ejemplo, el Shandilya y Varuha Upanishads, el Hatha Yoga Pradipika, los versos 552 al 557 del tercer libro de Tirumandhiram escrito por Tirumular dicen que hay diez niyamas basados en los deberes positivos, conductas deseables y disciplina. El Hatha Yoga Pradipika enlista en el verso 1.18 los diez niyamas de la siguiente manera:
1. Tapas(तपस् ): persistencia, perseverancia para cumplir propósitos, austeridad[9][10]
2. Santoṣa(सन्तोष): satisfacción, aceptar a los demás y a las circunstancias como son, optimismo para uno mismo[2]
3. Āstikya(आस्तिक्य): tener fe en el Verdadero yo (jnana yoga, raja yoga), creer en Dios (bhakti yoga), convicción en las Vedas/Upanishads (orthodox school)
4. Dāna(दान): generosidad, caridad, compartir con los demás[18]
5. Īśvarapūjana(ईश्वरपूजान): adoración a Ishvara (Dios, Ser Supremo, Brahman, True Self, Verdadero yo, Realidad Inmutable)[19]
6. Siddhānta vakya śrāvaṇa (सिद्धान्त वक्य श्रवण) or Siddhānta śrāvaṇa (सिद्धान्त श्रवण): Escuchar las antiguas escrituras
7. Hrī(ह्री): remordimiento y aceptación del pasado personal, modestidad, humildad[15][20]
8. Mati(मति): pensar y reflexionar para entender, conciliar ideas contradictorias[21]
9. Japa(जप): repetir mantras, rezar oraciones o conocimiento[22]
10. Huta(हुत) or Vrata (व्रत):
  1. Huta (हुत): rituales, ceremonias como el sacrificio yajna.
  2. Vrata(व्रत): cumplir fielmente celebraciones, reglas y votos religiosos.[23]

Algunos textos reemplazan el último niyama Huta por Vrata. El niyama Vrata significa llevar a cabo y mantener los votos (resoluciones). Por ejemplo, prometer visitar un lugar de peregrinación es una forma de cumplir con el niyama Vrata. Para realizar el proceso de educación en la India antigua se necesitaban una serie de niyamas Vrata durante años ya que las Vedas y Upanishads se tenían que memorizar y transmitir a través de generaciones sin escribirlas.

### Otros Niyamas
Se conoce de al menos 65 textos hindúes de la era antigua y medieval que tratan de Niyamas y Yamas. La mayoría están escritos en sánscrito, pero los demás están en otras lenguas regionales de la India. La cantidad de niyamas que mencionan estos textos va de solo uno a once, sin embargo, los más comunes son los cinco y los diez niyamas. El orden, el nombre, la naturaleza y el énfasis de cada niyama dependen del texto en donde se encuentren. Por ejemplo, Sriprashna Samhita solo tiene un niyama llamado Ahimsa en el verso 3.22. Algunos textos como Shivayoga Dipika, Sharada Tilaka, Vasishtha Samhita, Yoga Kalpalatika, Yajnavalkya Smriti tienen diez niyamas. Bhagavata Purana tiene once niyamasen, a este texto se añade la actitud virtuosa de ser gentil con los invitados. Otros textos sustituyen uno o más conceptos en su lista de niyamas; por ejemplo, los cinco niyamas que están en Markandeya en el verso 36.17, en Matanga Parameshvaram en el verso 17.31 y en Pashupata Sutra en el verso 1.9, sugieren que Akrodha (no enojarse) sea un niyama.
Muchos de los textos coinciden con los cinco niyamas propuestos por Patanjali. Ahimsa es la teoría ética que más se ha discutido, asimismo, está denominada como la virtud más importante en la mayoría de esos textos.

### Superposición entre Yamas and Niyamas
Algunos yamas (restricciones) se conocen como la inversa de los niyamas (comportamientos) en Hatha Yoga Pradipika. Por ejemplo, Ahimsa y Mitahara se conocen como yama y como niyama en los versos 1.17 y 1.40. En el verso 1.40 del texto también dice que Ahimsa (no violencia y no lastimar a nadie por medio de acciones, palabras o pensamientos) es la virtud más importante, que Mitahara (moderación al comer y beber) es la mejor restricción personal y Siddhasana es la Asana principal.

## Budismo
En la narración budista (del siglo V al siglo XIII) se encuentra el pañcavidha niyama, quíntuple niyamas que se mencionan en los siguientes textos:
- En Aṭṭhasālinī (272-274), una narración atribuida a Buddhaghosa en el primer libro de Theravāda Abhidhamma Piṭaka llamado Dhammasangaṅi;[29]
- En Sumaṅgala-Vilāsinī (DA 2.431), una narración de Buddhaghosa en el Dīgha Nikāya;[30]
- En Abhidhammāvatāra (PTS p.54), un resumen de un verso sobre Abhidhamma escrito por un Buddhaghosa contemporáneo, Buddhadatta.[31]
- Comentario interno de Abhidhammamātika. (p. 58) El Abhidhamma-mātika es la fuente principal de los resúmenes que contiene el Abhidhamma, en este se enlistan algunos términos en pares o tercias y con estos términos se puede reconstruir el texto completo teóricamente. El apartado de los niyamas provienen del comentario interno del mātika, este se relaciona con el Dhammasaṅgaṇī (los niyamas solo aparecen en el apéndice de la fuente principal); cabe mencionar que fue hecho en el sur de la India por Coḷaraṭṭha Kassapa (siglo XII-XIII).
- Abhidhammāvatāra-purāṇatīkā (p.1.68). Fue realizado por Vācissara Mahāsāmi en Sri Lanka en el siglo XII-XIII. Este texto comenta otro texto que pertenece a Abhidhammāvatāra Nāmarūpa-parichedo (ṭīka), por tal motivo, puede decirse que es un sub-sub-comentario; sin embargo, está incompleto.

1. utu-niyāma "el orden de las temporadas" : en ciertos lugares de la tierra y en determinadas épocas, el florecer y la fructificación de todos los árboles se da al mismo tiempo (ekappahāreneva), el soplar o el cesar del viento, los grados de calor del sol, la cantidad de lluvia, algunas flores, como el loto, se abren durante el día y se cierran en la noche;
2. bīja-niyāma “el orden de las semillas o gérmenes”: una semilla se produce a sí misma, como la cebada produce cebada;
3. kammaniyāma “el orden del kamma": buenas acciones dan buenos resultados y malas acciones dan malos resultados. Este orden la representa Dhammapada en el verso 127 verse, el cual explica que siempre habrá consecuencias para cualquier acción.
4. citta-niyāma “el orden de la mente”: el orden del proceso de actividad mental, así como los previos momentos de pensamiento causan y condicionan lo que pasará teniendo una relación de causa y efecto;
5. dhamma-niyāma “el orden de los dhammas: eventos como los temblores de diez mil sistemas en la concepción de Bothisstta en el vientre de su madre y su nacimiento. En el final de la narración de Sumaṅgalavilāsinī se menciona que dhammaniyāma explica el término dhammatā en el texto Mahāpadāna Sutta.

En los textos ya mencionados se introducen estos quíntuples niyamas como un listado que demuestra el alcance universal de paṭicca-samuppāda, no para ilustrar que el mundo es ético. Según Ledi Sayadaw, el objetivo principal de los cinco niyamas es exponer el alcance de la ley natural como afirmación del teísmo, no para promover o negar la ley del karma.
C.A.F. Rhys Davids fue la primera letrada en enfocarse en la lista de pañcavidha niyama cuando escribió su libro llamado Budismo en 1992. La razón por la cual decidió mencionar esta lista fue para enfatizar que, para el budismo, nosotros existimos en un "universo moral" en donde las acciones tienen consecuencias de acuerdo a un orden moral natural, una situación que la autora llama "cosmodicea", un concepto contrario a la teodicea cristiana.
El esquema de niyamas de Rhys Davids es el siguiente:
- kamma niyama: ("acción") consecuencias de las acciones
- utu niyama: ("tiempo, temporada") clima y cambios estacionales, leyes para la materia no viva
- bīja niyama: ("semilla") leyes de la herencia
- citta niyama:("mente") voluntad de la mente
- dhamma niyama: ("ley") tendencia de la naturaleza para perfeccionar

Este esquema es similar al que propuso Ledi Sayadaw. El budista occidental Sangharakshita retomó el esquema de niyamas de Rhys Davids y lo volvió parte de sus enseñanzas sobre el budismo.

### Ortografía
En el idioma Pāli se puede escribir niyama o niyāma, sin embargo, el diccionario de la Sociedad de Textos en Pali dice que puede estas dos formas se pueden confundir. Es probable que niyāma sea la forma causativa del verbo ni√i.